# جيمس كونستابل
جيمس كونستابل (بالإنجليزية: James Constable)‏ هو لاعب كرة قدم بريطاني، ولد في 4 أكتوبر 1984 في Malmesbury ‏ في المملكة المتحدة. لعب مع أكسفورد يونايتد وشروزبري تاون ونادي بول تاون ونادي والسول.

## وصلات خارجية
- جيمس كونستابل على موقع قاعدة بيانات كرة القدم.إي يو (الإنجليزية)
- جيمس كونستابل على موقع Soccerbase.com (لاعب) (الإنجليزية)
- جيمس كونستابل على موقع Soccerway.com (الإنجليزية)